# Tomasz Lisowski (hokeista)
Tomasz Lisowski (ur. 31 stycznia 1977 w Sanoku) – polski hokeista. 

## Kariera
- STS / SKH / KH Sanok (1993-2006)
- LHT Lublin (2013/2014)

Uprawianie hokeja rozpoczął w drugiej połowie lat 80. Został bramkarzem hokejowym. Jego trenerami w ówczesnej Stali Sanok byli Jan Paszkiewicz, Tadeusz Glimas, Tadeusz Garb. W kadrze seniorskiej STS Sanok w I lidze był od sezonu 1993/1994. W styczniu 1994 został powołany na zgrupowanie kadry Polski juniorów do lat 17. W późniejszych latach został przekwalifikowany na napastnika.
Po latach został zawodnikiem LHT Lublin w rozgrywkach II ligi edycji 2013/2014.
W trakcie kariery określany pseudonimem Lisu.